# Oscar I:s orangeri

Oscar I:s orangeri är ett tidigare orangeri på Tullgarns slottsområde i Hölö socken, Södertälje kommun. Byggnaden tillkom under Oscar I:s tid (därav namnet) och ritades troligen av Georg Theodor Chiewitz. Numera nyttjas orangeriet av Tullgarns Värdshus och innehåller ett café med presentbutik och konstutställning. Oscar I:s orangeri är sedan 1935 ett statligt byggnadsminne, det ägs och förvaltas av Statens fastighetsverk.

## Historik

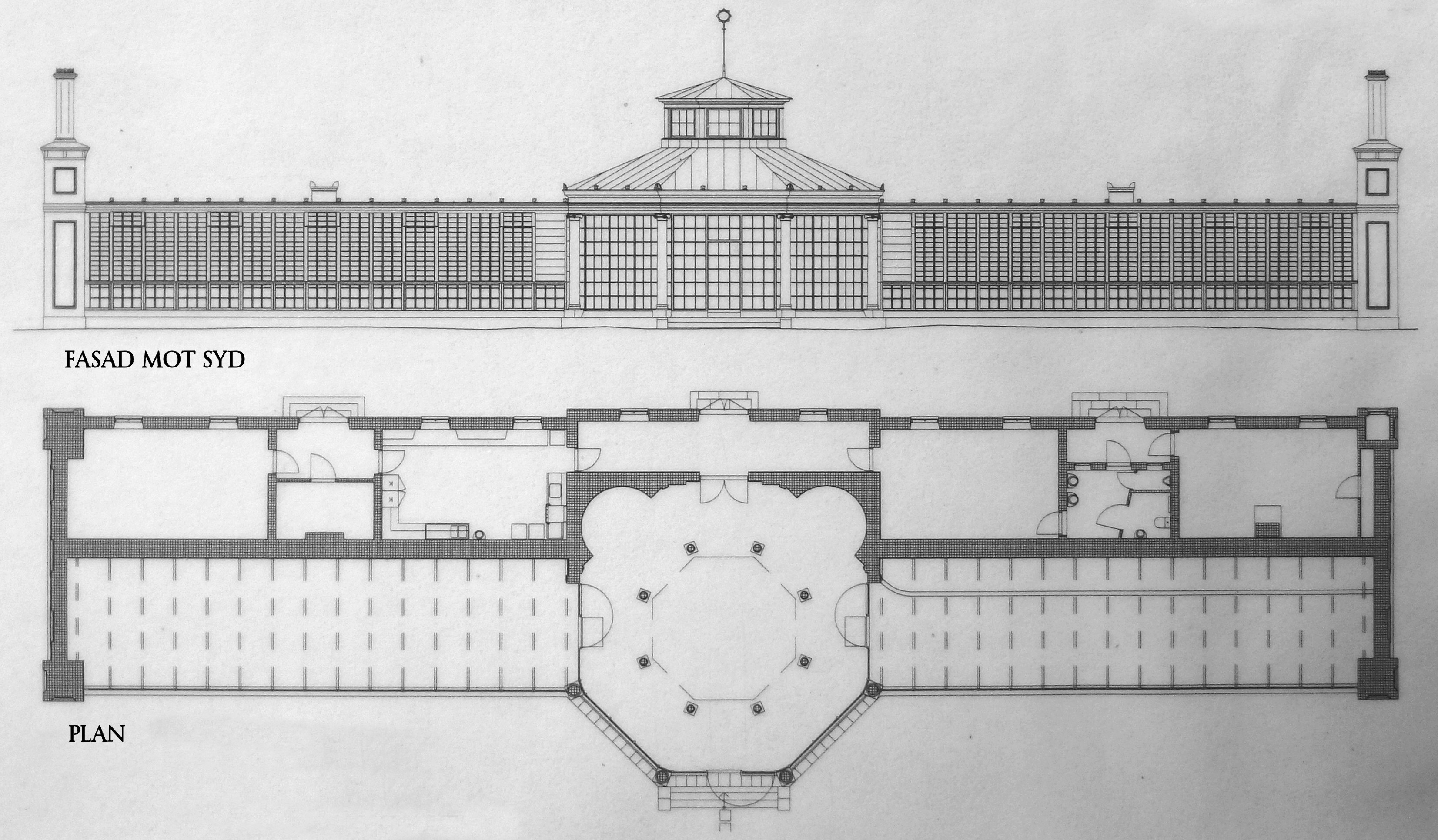
Fasad- och planritning.

Oscar I:s orangeri på Tullgarn uppfördes 1852–1854. Byggnaden ritades troligen av Georg Theodor Chiewitz som dock vid tiden för byggandet av orangeriet hade lämnat Sverige och flyttat till Finland. Han hade även blivit anlitad av Oscar I som arkitekt för flera andra byggprojekt på slottsområdet. 
Orangeriet blev en påkostad, ståtlig byggnad som fick en långsträckt planform med en högre mittsektion och lägre flygelbyggnader. Mittsektionen utformades som en oktogon rotunda med taklanternin som invändigt bärs upp av åtta marmorkolonner med dekorerade kapitäl, som var huggna av Johan Niclas Byström. I hörnen på utsidan står kolonner med kapitäl i jonisk ordning. Ursprungligen var byggnadens fasader polykroma och takfoten smyckad med palmbladsdekorationer av gjutjärn. Flyglarna är gestaltade som växthus med glasfasader- och tak mot söder. Under senare delen av 1800-talet målades byggnaden i vit kulör. Det ursprungliga uppvärmningssystemet var varmluftskanaler som värmdes med vedeldade eldstäder i källarvåningen. 
Anläggningen moderniserade på 1940-talet. Orangeriet var i bruk till 1950 och har sedan dess renoverats ett flertal gånger. De rika fasaddekorationerna finns dock inte kvar längre. Under 2003 till 2005 rekonstruerades gavlarna och år 2007 återskapades skorstenarna av gjutjärn.

## Bilder

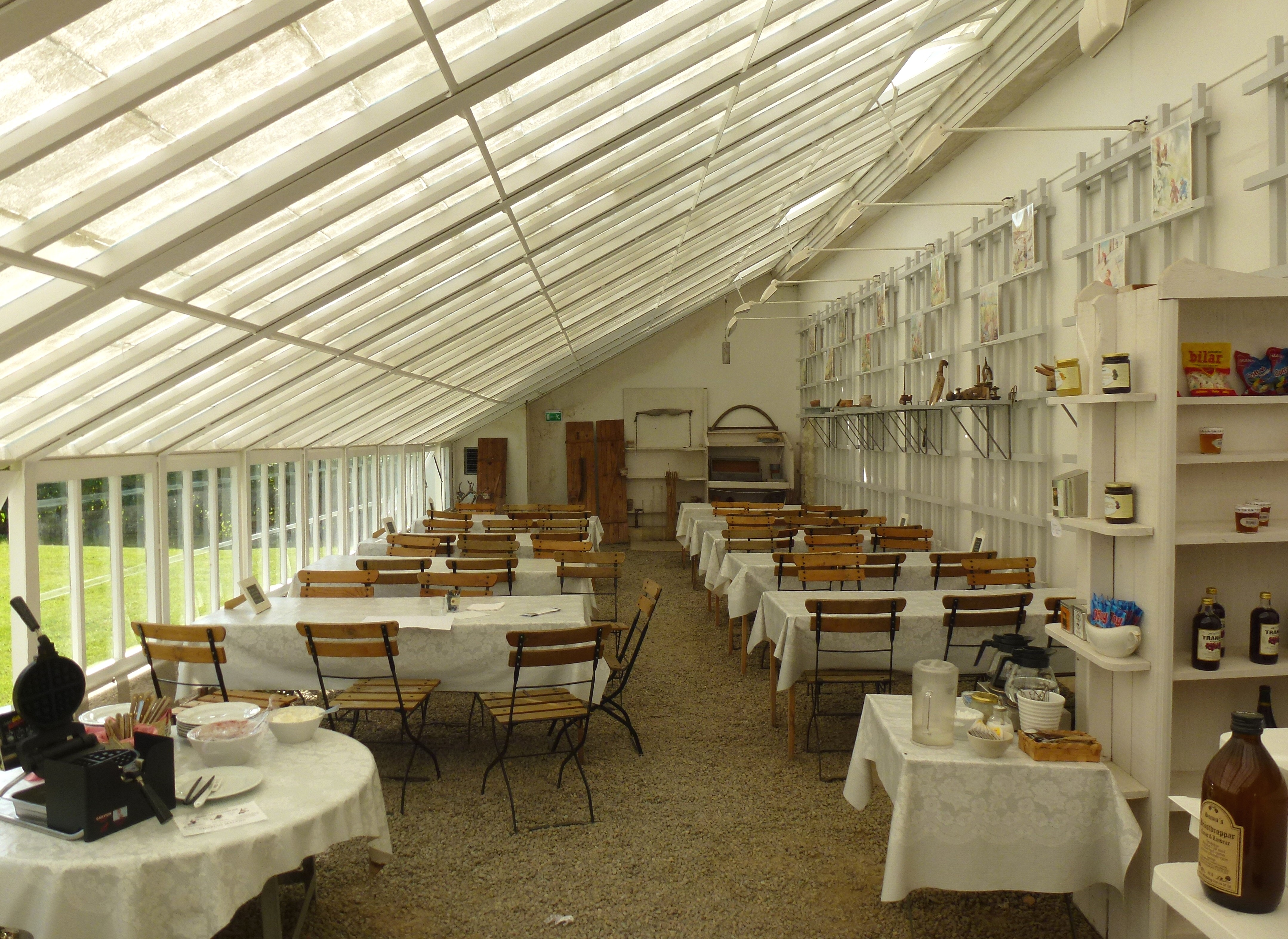
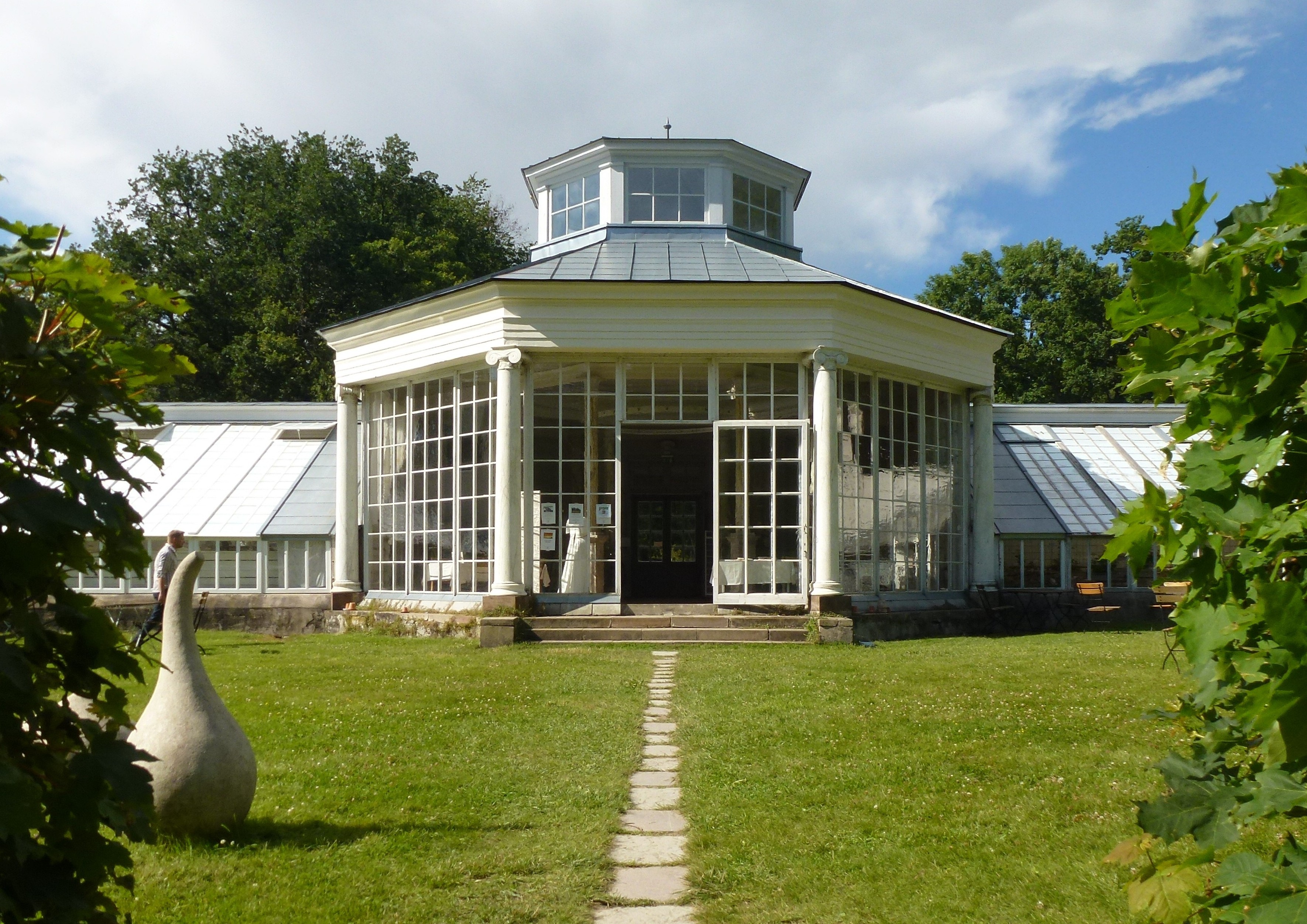
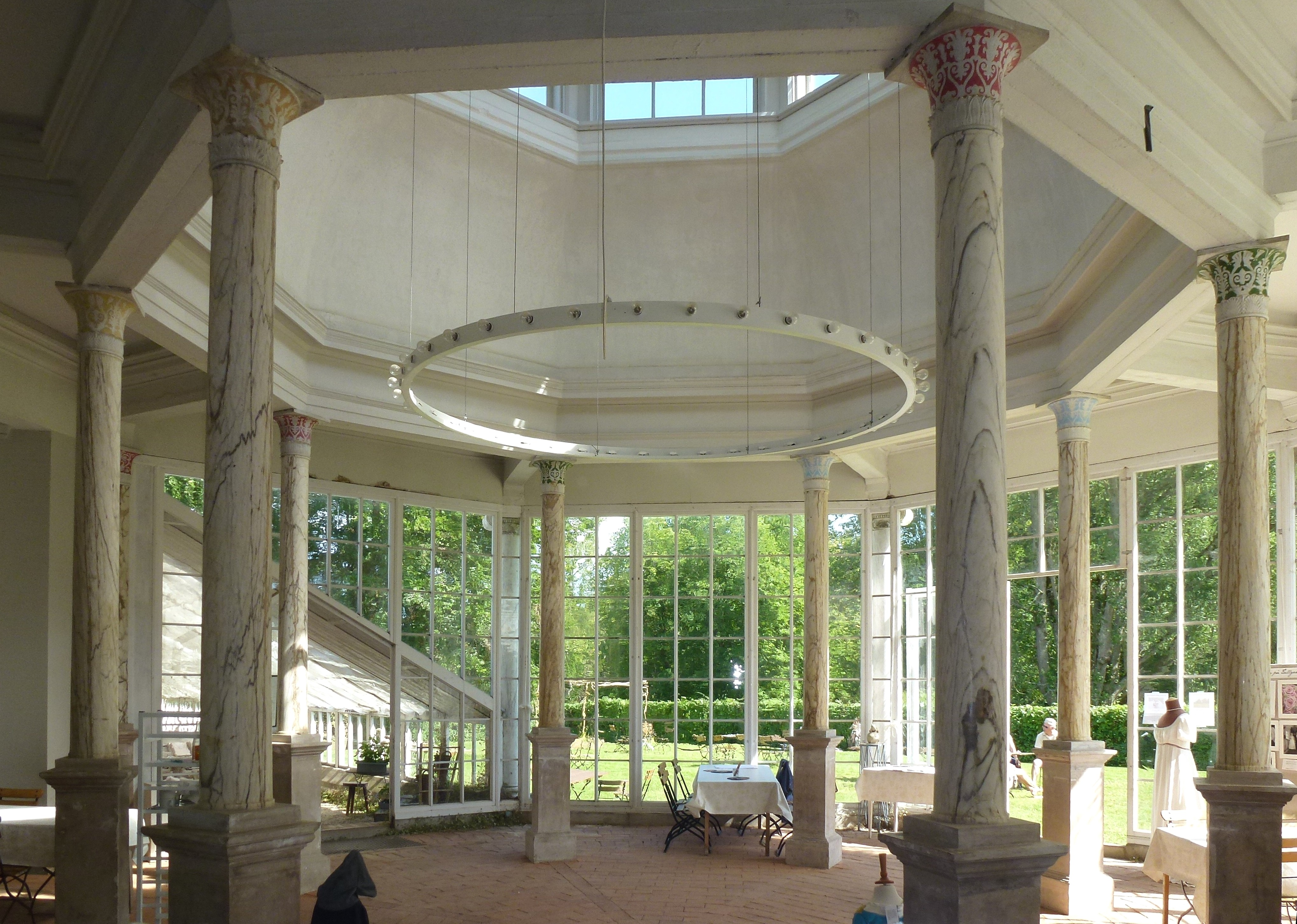
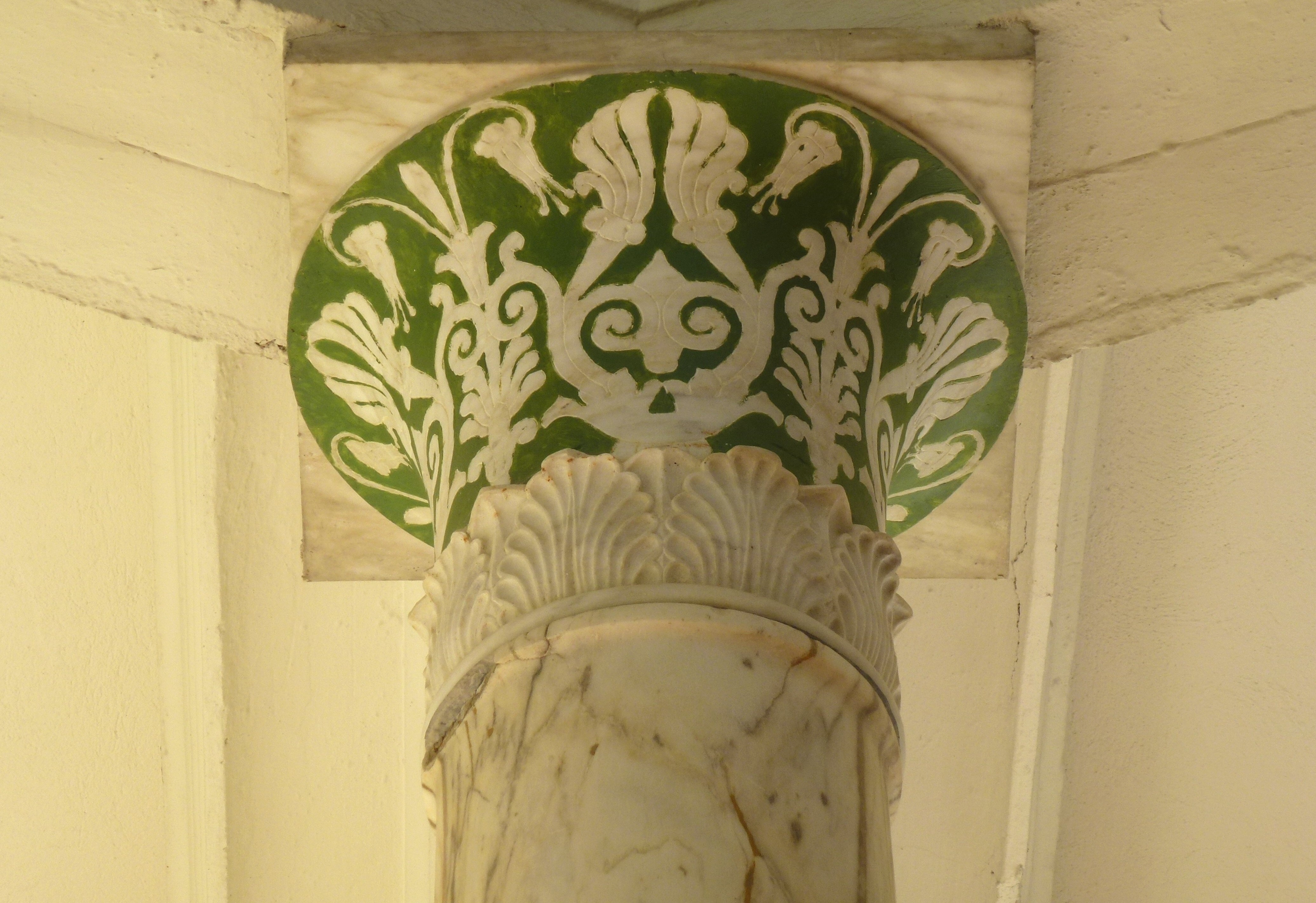
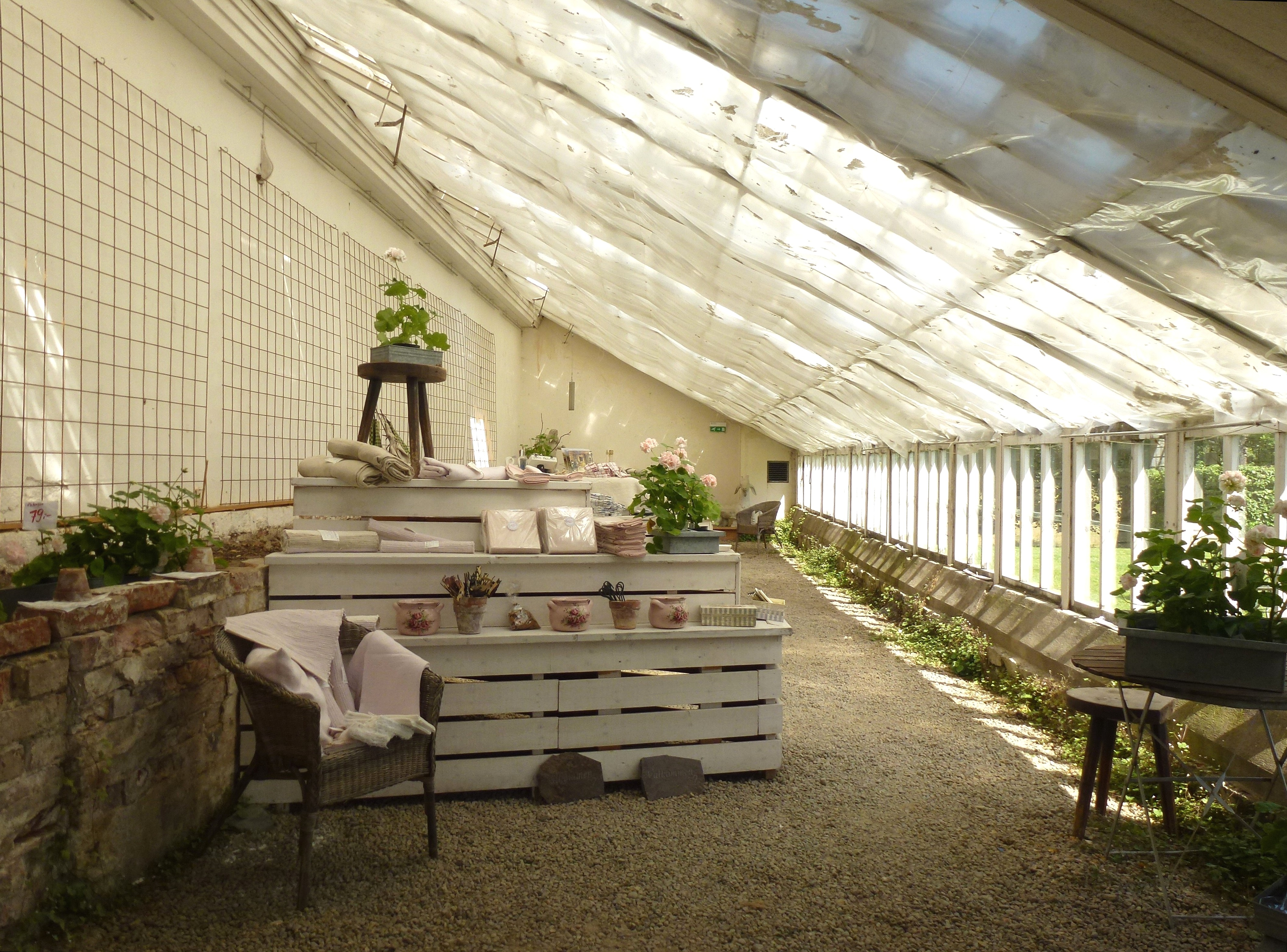